# Crambus mesombrellus
Crambus mesombrellus là một loài bướm đêm trong họ Crambidae.